# Marc Kämpf
Marc Kämpf (* 8. November 1990) ist ein ehemaliger Schweizer Eishockeyspieler, der zuletzt beim SC Langenthal in der Swiss League spielte.

## Karriere
Kämpf stammt aus Davos und ist der Sohn einer Tennis-Familie: Seine Mutter war Tennisprofi, sein Vater Tennislehrer. Der Bündner spielte in der Nachwuchsbewegung des HC Davos und wechselte 2010 zum SC Langenthal in die National League B (NLB).
In der Saison 2015/16 kam Kämpf dank einer B-Lizenz in zwei Playoff-Spielen für den SC Bern zum Einsatz und feierte damit seinen Einstand in der National League A (NLA). Im Frühjahr 2017 gewann er mit Langenthal den NLB-Meistertitel und wechselte nach dem Abschluss der Saison 2016/17 zum SC Bern in die NLA, der kurz zuvor seinen Titel als Schweizermeister verteidigt hatte.
Zur Spielzeit 2020/21 kehrte der Stürmer nach Langenthal zurück. Nach der Saison 2022/23 beendete er seine aktive Karriere.

## Erfolge und Auszeichnungen
- 2019 Schweizer Meister mit dem SC Bern